# Aeroporto di Toamasina
L'Aeroporto di Toamasina è un aeroporto civile nella città di Toamasina (Madagascar).